# Thawi Bunyaket

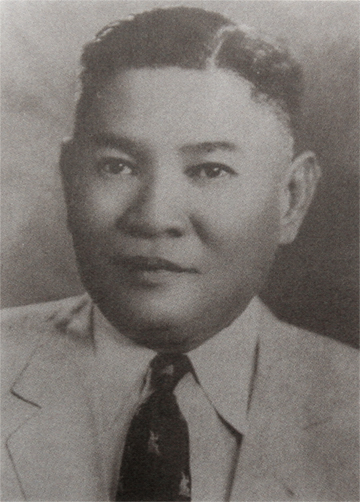
Thawi Bunyaket

Thawi Bunyaket (Thai: ทวี บุณยเกตุ, engl. Schreibweise: Tawee Boonyaket, auch: Tawee Punyaketu; * 10. November 1904 in Bangkok; † 3. November 1971) war Landwirtschaftsminister und im Jahr 1945 Premierminister von Thailand.

## Familie
Thawi Bunyaket, wurde als Sohn von Phraya Ronachai Charnyuth (Thanom Punyaketu) und Khunying Ronachai Charnyuth (Tubtim Punyaketu) geboren. Er heiratete Khunying Amphasri Bunyaket.

## Ausbildung
Thawi erhielt seine Ausbildung an der Benjamarachuthit-Schule (โรงเรียนเบญจมราชูทิศ จังหวัดจันทบุรี, Provinz Chanthaburi), an der Suan-Kulab-Wittayalai-Schule und später an der Ratchawitthayalai-Schule (โรงเรียนราชวิทยาลัย „King's College“) in Bangkok. Seine Studien setzte er 1920–21 am King’s College der University of Cambridge in Großbritannien und 1921–28 an der École supérieure d’agriculture der Université Catholique de l’Ouest in Angers in Frankreich fort.

## Politische Karriere
Nach seiner Rückkehr 1928 arbeitete er für das Landwirtschaftsministerium bis zum 24. Juni 1932, als die unblutige Revolution, an der er sich als Mitglied der khana ratsadon („Volkspartei“) beteiligte, der absolutistischen Regierung ein Ende setzte. Er wurde anschließend in das „Öffentliche Komitee“ berufen, wie das neue Kabinett sich nannte. 1934 wurde er Vizedirektor des Amts für Landwirtschaft. Von 1939 bis 1943 war er Generalsekretär, 1942–43 auch Minister ohne Geschäftsbereich in der Regierung von Feldmarschall Phibunsongkhram. Er war eine der wichtigsten Personen der Seri-Thai-Bewegung, die heimlich Widerstand gegen die Kollaboration mit den Japanern leistete und mit den Alliierten zusammenarbeitete. Nach dem erzwungenen Rücktritt Phibunsongkhrams war er von 1944 bis September 1945 Erziehungsminister in der Regierung von Khuang Aphaiwong.
Nach dem Ende des Zweiten Weltkriegs trat Khuang Abhaiwong zurück und Thawi wurde am 31. August 1945 zum Premierminister ernannt. Zugleich war er Außen-, Landwirtschafts- und Gesundheitsminister. Seine Ernennung war nur vorübergehend und seine Amtszeit dauerte bloß 17 Tage, bis zur Ankunft des eigentlich als Premierminister vorgesehenen Chefs der Seri-Thai-Bewegung, Seni Pramoj. In seiner kurzen Amtszeit sah sich Thawi mit großen Problemen konfrontiert. So musste er versuchen, Thailand mit den Alliierten, die noch kurz zuvor Kriegsgegner gewesen waren, auszusöhnen. Insbesondere Großbritannien stellte umfangreiche Reparationsforderungen wie kostenlose Lieferungen großer Mengen an Reis. Thawi leistete erste erfolgreiche Schritte in den Verhandlungen bis zur Rückkehr Senis.
In Seni Pramojs Regierung war Thawi von September 1945 bis Januar 1946 Innenminister. Im darauf folgenden Kabinett von Pridi Phanomyong von März bis August 1946 erneut Landwirtschaftsminister. Als das Militär unter Phibunsongkhram 1948 an die Macht zurückkehrte, ging Thawi ins Exil nach Penang (Malaya). 1958, nach dem Sturz Phibunsongkhrams, kehrte er nach Thailand zurück. Er wurde Mitglied des Exekutivausschusses des Nationalen Gremiums für Wirtschaftsentwicklung und 1959 Vizepräsident der Verfassunggebenden Versammlung. Als Ministerpräsident Thanom Kittikachorn 1968 wieder eine neue Verfassung ausarbeiten ließ, war Thawi Präsident der Verfassunggebenden Versammlung. Die Verfassung wurde allerdings bereits zwei Jahre später aufgehoben.
Thawi Bunyaket starb am 3. November 1971 im Alter von 66 Jahren.